# Comarca Noreste (La Palma)
Die Comarca Noreste ist eine der 15 Comarcas in der Provinz Santa Cruz de Tenerife.
Die im Nordosten der Insel La Palma gelegene Comarca umfasst drei Gemeinden auf einer Fläche von 121,40 km².

## Gemeinden
| Gemeinde            | Einwohner (2024) | Fläche km² | Dichte Einw./km² | Cod INE | Postleitzahl |
| ------------------- | ---------------- | ---------- | ---------------- | ------- | ------------ |
| Barlovento          | 2.014            | 43,55      | 46               | 38007   | 38726, 38727 |
| Puntallana          | 2.699            | 35,10      | 77               | 38030   | 38715        |
| San Andrés y Sauces | 4.296            | 42,75      | 100              | 38033   | 38720        |
| Comarca Noreste     |                  | 121,40     | 0                | –       | –            |

## Nachweise
1. ↑  Instituto Nacional de Estadística Municipal Register of Spain
2. ↑  Regionen und Großregionen der Kanarischen Inseln, territoriale Abgrenzungen für statistische Zwecke